# 분가
분가(分家)는 주로 부계 장자상속제 하에서 장남이 아닌 남계 후손들이 본가로부터 떨어져 나와 새로운 가문을 이루는 것, 또는 그러한 가문을 가리킨다.

## 한국
한국의 전통적 가족 제도 하에서는 장남이 대대로 제사와 가계를 이어 이를 종가(宗家)나 본가(本家)라 하였고, 다른 아들들은 결혼 따위로 살림을 차려 따로 나갔는데 이를 분가(分家)라 하였다. 본래 민법과 호적법에 성문화되어 있었으나 2007년 호주제 폐지에 따라 사라졌다.

## 서양
서양사의 맥락에서 분가 또는 방계(傍系, Cadet branch)는 역사적인 왕조나 귀족 가문의 계승에서 주로 사용되는 용어이다. 장자상속제 하에서는 가문의 자산(영지, 작위, 재산, 토지, 소득 등)이 대부분 장남에게 물려졌기 때문에 더 어린 아들들에게는 돌아가는 몫이 적었고, 이에 따라 대체로 본가의 정치적 우위가 있었다. 그러나 신성로마제국과 같이 그러한 관습이 없던 지역에서는 자산이 남성 구성원들에게 동등하게 분배된 탓에 상속 재산이 너무 작아지는 경우가 많았고, 이 경우 자산과 영토의 효율적인 관리가 어려웠으며 잦은 분쟁이 벌어졌다.

## 같이 보기
- 상속
- 종법